# Eddie Trunk
Pour l’article homonyme, voir Trunk.
Eddie Trunk, né le 8 août 1964 à Madison (New Jersey, États-Unis), est un journaliste musical et animateur de radio et de télévision américain spécialisé dans le hard rock et le heavy metal.

## Biographie
Eddie Trunk passe son enfance à Madison et va à la Madison High School. Sa carrière d'animateur de radio commence sur la chaîne de l'université de Drew alors qu'il est encore étudiant. Au cours de son adolescence, il admire des groupes comme Kiss, Raspberries, Aerosmith, UFO et Black Sabbath. Il commence alors à écrire des articles musicaux, trouvant là sa vocation.
Eddie Trunk a présenté de nombreuses émissions de radio et de télévision et a travaillé pour la maison de disques Megaforce Records devenant vice-président et produisant des groupes tels que Anthrax, Raven, TT Quick, Manowar, Overkill, King's X, Michael Prophet, Icon et Ace Frehley.
Actuellement, Eddie Trunk présente l'émission de radio Eddie Trunk Rocks sur la chaîne new-yorkaise Q104.3 (WAXQ) FM. Il présente également l'émission de télévision That Metal Show sur la chaîne VH1.